# Antun Korlević
Antun Korlević est un entomologiste, né le 13 juin 1851 à ·terne, Višnjan et mort le 28 janvier 1915 à Zagreb.
Il enseigne dans plusieurs villes de Croatie avant de devenir le premier professeur d’entomologie à l’université de Zagreb en 1899. Après s’être intéressé aux coléoptères, il se spécialise dans les hémiptères ainsi que les hyménoptères.

## Source
- Guido Nonveiller (2001). Pioneers of the Research on the Insects of Dalmatia.  Croatian Natural History Museum (Zagreb) : 390 p.